# Espaces botaniques universitaires de Liège
Ne doit pas être confondu avec Jardin botanique de Liège.
Les Espaces botaniques universitaires de Liège (EBULg) est une ASBL de  l'université de Liège regroupant 4 institutions botaniques réparties au Sart Tilman et au centre-ville à l'institut de zoologie de Liège.

## Description
Les Espaces botaniques universitaires de Liège créés en 2008 par l'université de Liège regroupent quatre sites distincts botaniques : l’Observatoire du Monde des Plantes du Sart Tilman, le Jardin botanique et l’arboretum du Sart Tilman, la Galerie de la Botanique et le Jardin du Monde à l'institut de zoologie de Liège. L'ensemble couvre une superficie de 21 hectares.
Les espaces ont une approche pédagogique visant un public le plus large possible : élèves, étudiants, grand public et chercheurs.
L'ASBL les Espaces botaniques universitaires de Liège  jardins font partie du Pôle muséal & culturel de l'Université de Liège, qui comprend entre autres l'Aquarium-Muséum, la maison de la science, la maison de la métallurgie, l'ASBL Haute Ardenne, Hexapoda et la société astronomique de Liège.

### Observatoire du Monde des Plantes
L'Observatoire du Monde des Plantes est un site de l'université de Liège crée en 1996 situé dans le domaine universitaire du Sart Tilman. Il s'agit de complexe de serres de 2 300 m2 divisé en plusieurs parties : une serre tempérée, une serre à climat méditerranéen, une serre tropicale et une serre de climat désertique.

### Jardin botanique et l'arboretum
Le jardin botanique et l'arboretum sont également situé dans le domaine universitaire intégrés dans la forêt du Sart Tilman. En plus d'une collection d'arbres, il comprend un espace semi-naturel comprenant un fruticetum et un jardin de plantes aquatiques.

### Galerie de la Botanique
La Galerie de la Botanique est une galerie située au 1er étage de l'institut de zoologie. Il s'agit de l'outil pédagogique des Espaces botaniques de à destination des écoles.

### Jardin du Monde
Le Jardin du Monde est situé dans le quartier d'Outremeuse à l'arrière de l'institut de zoologie. Il s'agit d'un jardin citadin labellisé « Réseau nature ».